# 블라디미르 브도비첸코프

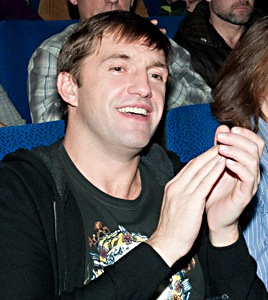

블라디미르 블라디미로비치 브도비첸코프(러시아어: Владимир Владимирович Вдовиченков, 1971년 8월 13일 ~ )는 러시아의 배우, 영화배우, 연극 배우, 텔레비전 배우이다. 구세프에서 태어났다.

## 영화
- 오픈 더 도어 (2019년) - 이고르 역
- 스테이션 7 (2017년) - 블라디미르 자니베코프 역
- 리바이어던 (2014년) - 드미트리 역
- 어거스트 에이트 (2012년)
- 대장 부리바 (2009년)
- 파라그라프 78 (2007년)
- 버머 2 (2006년)
- 버머 (2003년)